# ستار أوفيس
ستار أوفيس (بالإنجليزية: StarOffice)‏ هي حزمة برمجيات مكتبية احتكارية من شركة صن مايكروسيستمز. الحزمة مبنية على أوبن أوفيس المفتوح المصدر، ولكن تحتوي مزايا إضافية.

## وصلات خارجية
- صن مايكروسيستمز، ستار أوفيس